# Königsgräber der Joseon-Dynastie
Königsgräber der Joseon-Dynastie ist eine von der UNESCO gelistete Stätte des Weltkulturerbes in Südkorea. Die serielle Welterbestätte umfasst 18 Areale mit insgesamt 40 Grabstätten für die Herrscher der koreanischen Staaten Joseon (1392 bis 1897) und Groß-Korea (1897 bis 1910) aus der Joseon-Dynastie und deren Angehörige.

## Hintergrund
Die Joseon-Dynastie entstand 1392, als General Yi Song-gye aus Goryeo mit Hilfe der chinesischen Ming-Dynastie den damaligen König zum Abdanken zwang, sich selbst unter dem Namen Taejo zum König machte und damit eine neue Dynastie begründete. Diese Dynastie herrschte bis zur Annexion Koreas durch Japan im Jahr 1910 über ein Reich, das die gesamte Koreanische Halbinsel umfasste. Bis 1897 war dies das Königreich Joseon, von 1897 bis 1910 das Kaiserreich Korea. Unter der Joseon-Dynastie war der Konfuzianismus in Korea die Staatsphilosophie.
1394 hatte König Taejo die Hauptstadt seines Reiches von Gaeseong (dem heutigen Kaesŏng) nach Hanyang (im heutigen Seoul) verlegt. Die Grabstätten für Taejo und die meisten seiner Nachfolger wurden in der Nähe von Hanyang errichtet und befinden sich daher im Stadtgebiet der modernen Stadt Seoul oder in ihrer Nähe. Ihre Lage und Ausrichtung wurde nach konfuzianistischen Prinzipien gewählt. Immer noch werden im 1394 bis 1395 unter Taejo errichteten Jongmyo-Schrein, der 1995 in die Welterbeliste aufgenommen wurde, konfuzianische Rituale zur Ehrung der verstorbenen Herrscher der Joseon-Dynastie abgehalten. Die Zeremonien werden von Nachfahren der königlichen Familie organisiert und zählen zum Immateriellen Kulturerbe in Südkorea.

## Einschreibung
Die Königsgräber der Joseon-Dynastie wurden 2009 aufgrund eines Beschlusses der 33. Sitzung des Welterbekomitees in die Liste des UNESCO-Welterbes eingetragen. Bereits in früheren Jahren hat die UNESCO zwei Serien von Königsgräbern auf der Koreanischen Halbinsel zum Welterbe erklärt: im Jahr 2000 den Tumuli-Park in den Historischen Stätten von Gyeongju in Südkorea mit Gräbern der Herrscher von Silla (57 v. Chr. bis 935 n. Chr.) und im Jahr 2004 den Koguryŏ-Gräberkomplex in Nordkorea mit Gräbern der Herrscher von Goguryeo (37 v. Chr. bis 668 n. Chr.). 2015 folgten noch zwei Grabstättengruppen der Herrscher von Baekje (18 v. Chr. bis 660 n. Chr.) im Rahmen der Welterbestätte Historische Stätten von Baekje, wiederum in Südkorea.
In der Begründung für die Eintragung heißt es unter anderem:

„Die natürliche Umgebung der Königsgräber der Joseon-Dynastie, die durch die Prinzipien des Pungsu geprägt sind, schaffen eine feines Umfeld für die lebendige Tradition der Ahnenverehrung und die damit verbundenen Riten. Die königlichen Gräber mit ihrer hierarchischen Anordnung der Bereiche vom Profanen bis zum Heiligen und ihren charakteristischen Bauten und Objekten sind ein Ensemble, in dem die historische Vergangenheit der Joseon-Dynastie nachhallt.“

Die Eintragung erfolgte aufgrund der Kriterien (iii), (iv) und (vi).

„(iii): Im Kontext konfuzianischer Kulturen hat der integrierte Ansatz der Königsgräber von Joseon mit der Natur und dem Universum zu einer unverwechselbaren und bedeutenden Bestattungstradition geführt. Durch die Anwendung der Pungsu-Prinzipien und die Beibehaltung der Naturlandschaft wurde für die Praxis der Ahnenrituale eine denkwürdige Art einer heiligen Stätte geschaffen.“

„(iv): Die Königsgräber von Joseon sind ein herausragendes Beispiel für einen Typ von architektonischem Ensemble mit Landschaft, der ein bedeutendes Stadium der Entwicklung von Grabhügeln im Zusammenhang mit koreanischen und ostasiatischen Gräbern darstellt. Mit ihrer Reaktion auf die Umgebung und ihrer einzigartigen und geregelten Gestaltung von Gebäuden, Aufbauten und verwandten Elementen manifestieren und verstärken die Königsgräber die jahrhundertealte Tradition und lebendige Praxis der Ahnenverehrung durch eine vorgeschriebene Reihe von Ritualen.“

„(vi): Die Königsgräber von Joseon sind direkt mit einer lebendigen Tradition der Ahnenverehrung durch das Durchführeng vorgeschriebener Riten verbunden. Während der Joseon-Periode wurden regelmäßig staatliche Ahnenriten abgehalten, und bis auf politische Unruhen im letzten Jahrhundert wurden sie jährlich von der Royal Family Organization und der Verehrungsgesellschaft jedes Königsgrabs durchgeführt.“

## Umfang
Die Welterbestätte umfasst 18 voneinander getrennte Areale, jedes mit einem Cluster von Grabstätten. Diese haben insgesamt einen Schutzbereich von 1891,2 ha. Die einzelnen Schutzbereiche sind jeweils von Pufferzonen umgeben. die insgesamt eine Fläche von 4660,1 ha haben.
Die Grabstätten-Cluster sind nach ihrer räumlichen Anordnung in drei Bereiche aufgeteilt: Die östliche Gruppe (Cluster E1 bis E6, sechzehn Grabstätten) im Osten der Provinz Gyeonggi-do und in der Provinz Gangwon-do, die mittlere Gruppe (Cluster M1 bis M5, acht Grabstätten) in Seoul und die westliche Gruppe (Cluster W1 bis W7, sechzehn Grabstätten) im Westen der Provinz Gyeonggi-do. Jedes Cluster umfasst eine oder mehrere Grabstätten, die jeweils ein oder mehrere Gräber enthalten. Insgesamt sind es 40 Grabstätten, die chronologisch in der Reihenfolge der Bestattungen durchnummeriert sind, wobei die Gräber der postum ernannten Könige an den Schluss gestellt sind.
Im Folgenden ist bei den Personen jeweils das Todesjahr angegeben. Wurden sie erst später in dem entsprechenden Grab beigesetzt, ist mit „beig.“ das Jahr ihrer Beisetzung angegeben.
| ID-Nr.   | Bezeichnung                | Ort Stadt/Landkreis Provinz           | Grabstätten | Schutzbereich | Pufferzone |
| -------- | -------------------------- | ------------------------------------- | --- | ------------- | ---------- |
| 1319-001 | Donggureung-Cluster (E1)   | Inchang-dong Guri-si Gyeonggi-do      | - 01: Geonwolleung (Lage), Taejo (1. König, 1408) - 05: Hyeolleung (Lage), König Munjong (1422) und seine Frau Hyeondeok (1420) - 19: Mongneung (Lage), Seonjo (König 1608) und seine Frauen Uiin (1600) und Inmok (1632) - 21: Hwireung (Lage), Königin Jangnyeol (2. Frau König Injos, 1688) - 23: Sungneung (Lage), König Hyeonjong (1674) und seine Frau Myeongseong (1684) - 27: Hyereung (Lage), Königin Danui (1. Frau von König Gyeongjong, 1718) - 28: Wolleung (Lage), König Yeongjo (1776) und seine 2. Frau Jeongsun (1805) - 32: Gyeongneung (Lage) König Heonjong (1849) und seine Frauen Hyohyeon (1843) und Hyojeong (1904) - 40: Sureung (Lage), Prinz Munjo (Heonjongs Vater, postum König Ikjong genannt, 1855) und seine Frau Sinjeong | 196,6 ha      | 384,6 ha   |
| 1319-002 | Hongyureung-Cluster (E2)   | Geumgok-dong Namyangju-si Gyeonggi-do | - 34: Hongneung (Lage), Kaiser Gojong (1919) und seine Frau Myeongseong - 35: Yureung (Lage), Kaiser Sunjong (1926) und seine Frauen Sunmyeong (1926) und Sunjeong (1966) | 121,1 ha      | 360 ha     |
| 1319-003 | Sareung-Cluster (E3)       | Sareung-ri Namyangju-si Gyeonggi-do   | - 07: Sareung (Lage), Königin Jeongsun (Frau König Danjongs, 1521) | 16 ha         | 197,3 ha   |
| 1319-004 | Gwangneung-Cluster (E4)    | Bupyeong-ri Namyangju-si Gyeonggi-do  | - 08: Gwangneung (Lage), | 105,9 ha      | 318,6 ha   |
| 1319-005 | Yeongneung-Cluster (E5)    | Wangdae-ri Yeoju-gun Gyeonggi-do      | - 04: Yeongneung (Lage), - 22: Yeongneung (Lage), | 200,8 ha      | 426,9 ha   |
| 1319-006 | Jangneung-Cluster (E6)     | Yeongheung Yeongwol-gun Gangwon-do    | - 06: Jangneung (Lage), | 359,3 ha      | 595,1 ha   |
| 1319-007 | Seolleung-Cluster (M1)     | Samseong-dong Gangnam-gu Seoul        | - 11: Seolleung, zwei getrennte Grabhügel für Seongjong (9. König, 1495, Lage) und seine zweite Frau Jeonghyeon (1530, Lage) - 13: Jeongneung (Lage), Jungjong (11. König, gest. 1544, beig. 1562) | 24 ha         | 20,7 ha    |
| 1319-008 | Heolleung-Cluster (M2)     | Naegok-dong Seocho-gu Seoul           | - 03: Heolleung (Lage), - 31: Illeung (Lage), | 63 ha         | 128,1 ha   |
| 1319-009 | Taereung-Cluster (M3)      | Gongneung-dong Nowon-gu Seoul         | - 16: Taereung (Lage), Königin Munjeong (3. Frau Jungjongs, 1565) - 18: Gangneung (Lage), | 104,8 ha      | 121,8 ha   |
| 1319-010 | Jeongneung-Cluster (M4)    | Jeongneung‑dong Seongbuk-gu Seoul     | - 02: Jeongneung (Lage), | 29,7 ha       | 27,5 ha    |
| 1319-011 | Uireung-Cluster (M5)       | Seokgwan-dong Seongbuk-gu Seoul       | - 26: Uireung (Lage), | 23 ha         | 52,9 ha    |
| 1319-012 | Seooreung-Cluster (W1)     | Yongdu-dong Goyang-si Gyeonggi-do     | - 09: Changneung (Lage), - 24: Myeongneung (Lage), - 25: Ingneung (Lage), - 29: Hongneung (Lage), - 36: Gyeongneung (Lage), | 183,3 ha      | 349,6 ha   |
| 1319-013 | Seosamreung-Cluster (W2)   | Wondang-dong Goyang-si Gyeonggi-do    | - 15: Huireung (Lage), Jangyeong (2. Frau Jungjongs, gest. 1515, beig. 1537) - 17: Hyoreung (Lage), Doppel-Grabhügel - 33: Yereung (Lage), Doppel-Grabhügel | 137,3 ha      | 411,5 ha   |
| 1319-014 | Olleung-Cluster (W3)       | Iryeong-ri Yangju-si Gyeonggi-do      | - 14: Olleung (Lage), Dangyeong (1. Frau Jungjongs, 1557) | 21,7 ha       | 188,4 ha   |
| 1319-015 | Pajusamreung-Cluster (W4)  | Bongilcheeon-ri Paju-si Gyeonggi-do   | - 10: Gongneung (Lage), - 12: Sulleung (Lage), - 39: Yeongneung (Lage), Doppel-Grabhügel | 140,8 ha      | 335,1 ha   |
| 1319-016 | Jangneung-Cluster (W5)     | Galhyeon-ri Paju-si Gyeonggi-do       | - 20: Jangneung (Lage), gemeinsamer Grabhügel für Injo (16. König, 1649) und seine erste Frau Inyeol (1636), beide beig. 1731 | 41,8 ha       | 232,5 ha   |
| 1319-017 | Jangneung-Cluster (W6)     | Pungmu-dong Gimpo-si Gyeonggi-do      | - 37: Jangneung (Lage), Doppel-Grabhügel für Prinz Jeongwon (Injos Vater, postum König Wonjong genannt, 1619) und seine Frau Inheon (1626) | 51,6 ha       | 251,9 ha   |
| 1319-018 | Yunggeolleung-Cluster (W7) | Annyeong-ri Hwaseong-si Gyeonggi-do   | - 38: Yungneung (Lage), gemeinsamer Grabhügel für Prinz Sado (Yeongjos Sohn und Jeongjos Vater, postum König Jangjo genannt, gest. 1762, beig. 1789) und seine Frau Hyeongyeong (1816) - 30: Geolleung (Lage), gemeinsamer Grabhügel für Jeongjo (22. König, 1800) und seine Frau Hyoui (1821) | 70,5 ha       | 257,6 ha   |

## Grabstättentypen
Insgesamt sind 119 Grabstätten königlicher Familienmitglieder aus der Joseon-Dynastie bekannt. Je nach Rang der darin bestatteten Personen werden sie in drei Typen eingeteilt: die Gräber der Könige und der Personen, die den Königstitel postum erhielten, sowie ihrer Gemahlinnen werden als Neung bezeichnet (mit den phonetischen Varianten Reung oder Leung), die Gräber der Kronprinzen und ihrer Frauen sowie der natürlichen Eltern der zur Wahrung der Thronfolge adoptierten Könige als Won, und die Gräber sonstiger Mitglieder der königlichen Familie wie Prinzen, Prinzessinnen und Konkubinen als Myo. Es gibt sowohl Einzel- als auch Mehrfachgräber. 42 der bekannten Grabstätten sind vom Neung-Typ, 13 vom Won-Typ und 64 vom Myo-Typ. Yeonsangun, der 10. König, und Gwanghaegun, der 15. König, die wegen schlechter Regierung abgesetzt wurden, waren zu Prinzen zurückgestuft worden, ihre Gräber werden daher zur Gruppe der Myo-Gräber gerechnet.
Zum Welterbe gehören die 40 Neung-Gräber, die in Südkorea liegen. Sie sind auf 18 Cluster-Standorte verteilt, die meisten liegen im Umkreis von rund 40 Kilometer um das Stadtzentrum von Seoul. Zwei weitere Neung-Gräber liegen bei der früheren Hauptstadt Kaesŏng in Nordkorea: Jereung, das Grab von Sineui, der ersten Frau des Dynastiegründers König Taejo, und Hureung, das Grab von Jeonjong (1400), dem 2. König von Kosen, und seiner Frau Jungan.
An diesen Gräbern ist gut die stilistische Entwicklung der Joseon-Grabmalarchitektur über einen Zeitraum von mehr als fünfhundert Jahren zu erkennen, von 1408 bis 1966. Die Lage und Gestalt der Grabmale folgt klassischen Texten des Konfuzianismus, wie beispielsweise dem Buch der Riten und den Riten der Zhou. Die Vorgaben zur Lage betreffen zum Beispiel die Entfernung von der Hauptstadt, den Abstand der Königsgräber untereinander und den Zugang zu ihnen. Von Bedeutung für die Standortwahl waren auch die traditionellen Regeln des pungsu, der koreanischen Form des Feng Shui. Einfluss auf die Bauweise übten auch die traditionellen koreanischen Bestattungsriten und die natürlichen Gegebenheiten des Standortes aus.
Typischerweise sind die Gräber nach Süden ausgerichtet, in Richtung von Wasserflächen und (im Idealfall) mit einer Aussicht auf Bergketten am Horizont. Die Rückseite der Gräber bildet meist ein schützender Hügel. Zu den Grabstätten gehört ein Grabhügel, der einen Zeremonienbereich und einen Ehrenzugang aufweist. Des Weiteren gehören zu einer Grabstätte T-förmige hölzerne Schreine, eine Hütte für Stelen, eine königliche Küche und ein Wächterhaus, ein rotes Tor und das Haus des Grabmalpflegers. Um eine Grabstätte finden sich häufig Tier- und Menschenfiguren aus Stein, die als Huldigung des Toten zu verstehen sind.